# Yaqoob Salem Yaqoob
Yaqoob Salem Yaqoob, född 1 mars 1996, är en friidrottare från Bahrain. Han deltog vid olympiska sommarspelen 2016.